# Kopf eines Kouros (NAMA 16)

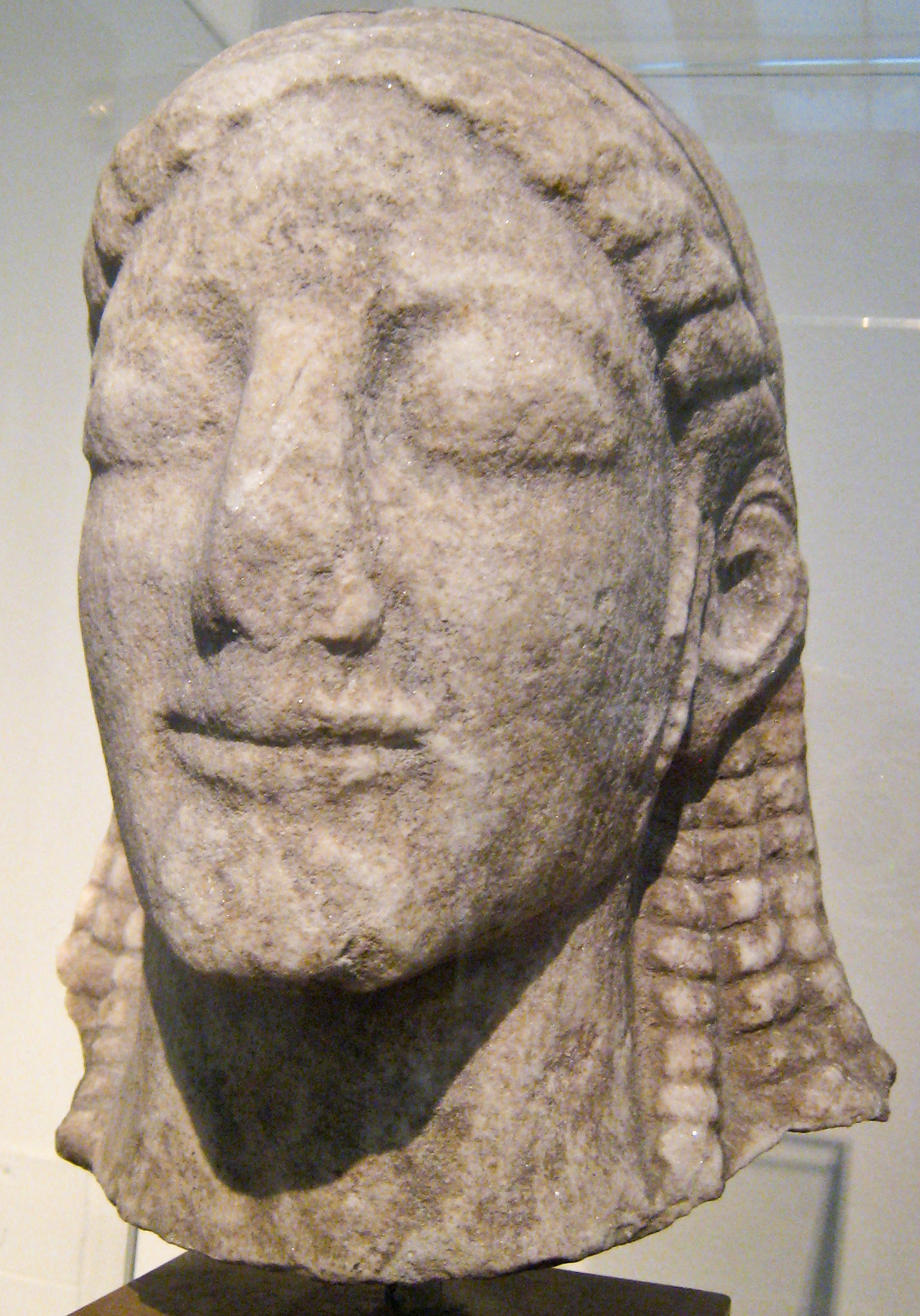
Fast frontale Ansicht

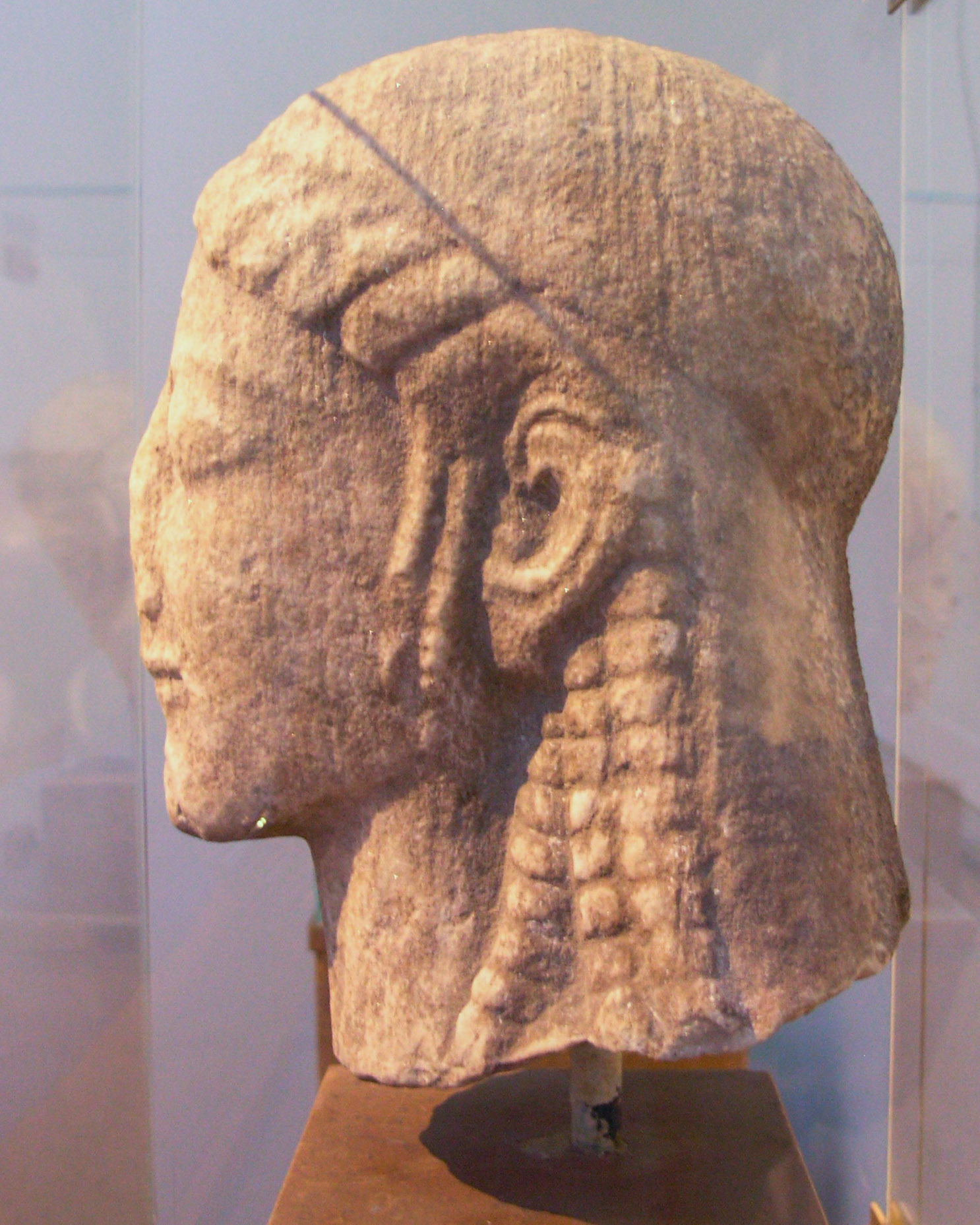
Seitliche Ansicht

Der Kopf eines Kouros im Archäologischen Nationalmuseum Athen (NAMA) mit der Inventarnummer 16 ist der Rest einer archaischen Statue eines jungen Mannes, die in die Mitte des 6. Jahrhunderts v. Chr. datiert wird.
Der Kopf ist an vielen Stellen nicht mehr gut erhalten. Kinn und Nase sind gebrochen und fehlen zum Teil. Das Haar wird mit einem Band zusammengehalten. Es ist in lockigen Wellen gestaltet und wird sich nach unten hin verbreiternd hinter den Schultern entlang zum Rücken geführt. Auf die Brust wird auf jeder Seite eine einzelne Lockenwelle geführt. Auf der Oberseite und der Rückseite des Kopfes ist das Haar nicht ausgearbeitet. Zwei dünne Strähnen hängen vor den Ohren über die Schläfen. Der Gesichtsausdruck ist zurückhaltend, das Gesicht lang und schmal. Die großen Augen stechen trotz der schlechten Erhaltung hervor, die Lippen hingegen sind schmal.
Gefunden wurde der Kopf 1885 im Heiligtum des Apollon am Berg Ptoion in Böotien. Der Marmorkopf ist 21 Zentimeter hoch und wird um das Jahr 540 v. Chr. datiert.